# Masgwid Gloff
Maswig Gloff  (Ve siècle (?) est un prince brittonique légendaire du Hen Ogledd.

## Filiation
Maswig ou Maeswig dont le surnom signifie  « le Boiteux » apparaît sous le nom de  Masguic clop map Ceneu, comme le père de Llaennog et  le grand-père de  Gwallog ap Llaennog dans les Harleian genealogies. La lignée correspondante dans le manuscrit des Généalogies du Jesus College MS. 20 laisse substituer Mar ap Ceneu mais elle omet toutefois Ceneu mab Coel. Le Bonedd Gwŷr y Gogledd mentionne Mar ap Ceneu comme père d'Arthwys mab Mar .
Les deux versions divergentes des ancêtres de Gwallog suggèrent que Maeswig Gloff et Mar seraient une seule et même personne.  Geoffroy de Monmouth utilise son nom sous la forme Clofaut dans la liste de personnages qui sont invités au couronnement du roi Arthur. Les textes varient mais, Masgoit Clofaut  semble être la forme la moins corrompue. La version galloise du Brut Dingestow mentionne; Mascoet Cloflawt, mais d'autre versions reprennent la forme correcte ainsi le manuscrit Peniarth MS.21; Maeswic kloff  alors que la version Cleopatra mentionne Maxwic klof.
En fin selon Tim Clarkson « Masgwid par ailleurs inconnu aurait soit été inventé par les généalogistes gallois ou le héros d'un récit poétique ou folklorique aujourd’hui perdu. »